# Хаторф ам Харц
Хаторф ам Харц (њем. Hattorf am Harz) општина је у њемачкој савезној држави Доња Саксонија. Једно је од 16 општинских средишта округа Остероде ам Харц. Према процјени из 2010. у општини је живјело 4.341 становника. Посједује регионалну шифру (AGS) 3156008, NUTS (DE919) и LOCODE (DE HRZ) код.

## Географски и демографски подаци
Хаторф ам Харц се налази у савезној држави Доња Саксонија у округу Остероде ам Харц. Општина се налази на надморској висини од 176 метара. Површина општине износи 29,2 km². У самом мјесту је, према процјени из 2010. године, живјело 4.341 становника. Просјечна густина становништва износи 149 становника/km².

## Међународна сарадња
| Мјесто | Држава    | Врста сарадње | Од    |
| ------ | --------- | ------------- | ----- |
| Астен  | Холандија | контакт       | 2000. |
| Извор  |           |               |       |